# La Passagère (film, 1949)
Pour les articles homonymes, voir La Passagère.
Pour plus de détails, voir Fiche technique et Distribution.
La Passagère est un film français réalisé par Jacques Daroy et sorti en 1949.
Il s'agit de l'adaptation d'un roman de Guy Chantepleure publié en 1911.

## Fiche technique
- Titre : La Passagère
- Réalisateur : Jacques Daroy, assisté de Max Pécas
- Adaptation et dialogues : André Haguet, Georges de Tervagne et Jean Reynac, d'après la nouvelle de Guy Chantepleure
- Photographie : Jean Lehérissey
- Musique : Marceau Van Hoorebecke
- Montage : Jeanne Rongier et Gabriel Rongier
- Société de production :  Société Méditerranéenne de Production
- Pays de production :  France
- Format : Son mono - Noir et blanc  - 1,37:1
- Genre : Comédie
- Durée : 112 minutes
- Date de sortie en France : 4 novembre 1949
- Affiche : Guy-Gérard Noël (France)

## Distribution
- Georges Marchal - Pierre Kerjean
- Dany Robin - Nicole Vernier
- René Génin - Firmin
- Dora Doll  -  Colette Mouche
- Henri Arius : - M. Chardon
- Claire Olivier : - Mlle Arguin
- Marfa d'Hervilly - Mme Davracay
- Michel Marsay
- Max Amyl
- Michel Jourdan

## Autour du film
- En 1920, un autre film a été tiré de ce roman : Malencontre de Germaine Dulac.
- « Réalisation assez étroite d’un thème usé, agrémentée d'excellents gags, mais l’atmosphère est assez païenne » (Les Nouvelles de Bretagne et du Maine, 16 juin 1950).